# Game
Game (стилизирано като GAME; в превод: „Игра“) е първият студиен албум на японското трио Парфюм, издаден на 16 април 2008 от музикалната компания Tokuma Japan Communications. От албума сингли стават следните песни: Chocolate Disco и Twinkle Snow, Powdery Snow, обединени в един общ сингъл – Fan Service (Sweet), Polyrhythm – първата песен на триото, която се появява в класациита „Орикон“, Baby Cruising Love и Macaroni.

## Песни
Всички песни са композирани и написани от Ясутака Наката.
| 1.    | ポリリズム (Polyrhythm)                   | 4:09 |
| 2.    | Plastic Smile                             | 4:36 |
| 3.    | Game                                      | 5:06 |
| 4.    | Baby Cruising Love                        | 4:41 |
| 5.    | チョコレイト・ディスコ (Chocolate Disco)  | 3:46 |
| 6.    | マカロニ (Macaroni)                       | 4:39 |
| 7.    | セラミックガール (Ceramic Girl)           | 4:34 |
| 8.    | Take Me, Take Me                          | 5:28 |
| 9.    | シークレットシークレット (Secret, Secret) | 4:57 |
| 10.   | Butterfly                                 | 5:41 |
| 11.   | Twinkle Snow, Powdery Snow                | 3:49 |
| 12.   | Puppy Love                                | 4:32 |
| 56:16 |                                           |      |

|  | Тази страница частично или изцяло представлява превод на страницата Game_(Perfume_album) в Уикипедия на английски. Оригиналният текст, както и този превод, са защитени от Лиценза „Криейтив Комънс – Признание – Споделяне на споделеното“, а за съдържание, създадено преди юни 2009 година – от Лиценза за свободна документация на ГНУ. Прегледайте историята на редакциите на оригиналната страница, както и на преводната страница, за да видите списъка на съавторите. ВАЖНО: Този шаблон се отнася единствено до авторските права върху съдържанието на статията. Добавянето му не отменя изискването да се посочват конкретни източници на твърденията, които да бъдат благонадеждни. |